# Hockey Sarzana 2024-2025
Questa voce raccoglie le informazioni riguardanti l'Hockey Sarzana nelle competizioni ufficiali della stagione 2024-2025.

## Maglie e sponsor
Lo sponsor ufficiale per la stagione 2024-2025 è Gamma Innovation.
| 1ª divisa | 2ª divisa |

## Organigramma societario
- Presidente: Maurizio Corona
- Vicepresidente:
- Segretario: Isabella Lombardi
- Direttore sportivo:
- Addetto stampa: Gaetano De Benedetto

## Organico

### Giocatori
| N° | Naz.                 | Ruolo | Sportivo              |  |  |  |
| -- | -------------------- | ----- | --------------------- |  |  |  |
| 1  | Italia (bandiera)    | P     | Alex Pettenuzzo       |  |  |  |
| 5  | Argentina (bandiera) | A     | Santiago Manrique     |  |  |  |
| 9  | Italia (bandiera)    | D     | Domenico Illuzzi      |  |  |  |
| 10 | Italia (bandiera)    | P     | Simone Corona         |  |  |  |
| 11 | Italia (bandiera)    | A     | Davide Borsi          |  |  |  |
| 16 | Italia (bandiera)    | P     | Francesco Venè        |  |  |  |
| 17 | Spagna (bandiera)    | A     | Xavier Rubio          |  |  |  |
| 24 | Italia (bandiera)    | A     | Lorenzo Angeletti     |  |  |  |
| 77 | Italia (bandiera)    | D     | Cosimo Mattugini      |  |  |  |
| 78 | Argentina (bandiera) | D     | Facundo Ortiz         |  |  |  |
| 79 | Italia (bandiera)    | A     | Mirko Tognacca        |  |  |  |
| 88 | Italia (bandiera)    | A     | Francesco De Rinaldis |  |  |  |

### Staff tecnico
- Allenatore:  Sergio Festa

## Mercato
| Acquisti | Acquisti         | Acquisti       | Acquisti |
| R.       | Nome             | da             |          |
| -------- | ---------------- | -------------- | -------- |
| D        | Cosimo Mattugini | AFP Giovinazzo |          |
| A        | Xavier Rubio     | AFP Giovinazzo |          |

| Cessioni | Cessioni               | Cessioni         | Cessioni |
| R.       | Nome                   | a                |          |
| -------- | ---------------------- | ---------------- | -------- |
| A        | Sergio Festa           | Termine carriera |          |
| A        | Jeronimo Garcia Bielsa | Calafell         |          |
| A        | Joaquin Olmos          | Calafell         |          |